# Webster (Karolina Północna)
Webster – miasto w Stanach Zjednoczonych, w stanie Karolina Północna, w hrabstwie Jackson.